# Aloencyrtus nativus
Aloencyrtus nativus är en stekelart som först beskrevs av Annecke 1964.  Aloencyrtus nativus ingår i släktet Aloencyrtus och familjen sköldlussteklar. Inga underarter finns listade i Catalogue of Life.